# Heinrich Jauner
Heinrich Jauner (* 15. Mai 1833 in Wien; † 11. März 1912 ebenda) war ein österreichischer Medailleur und Graveur.

## Biografie

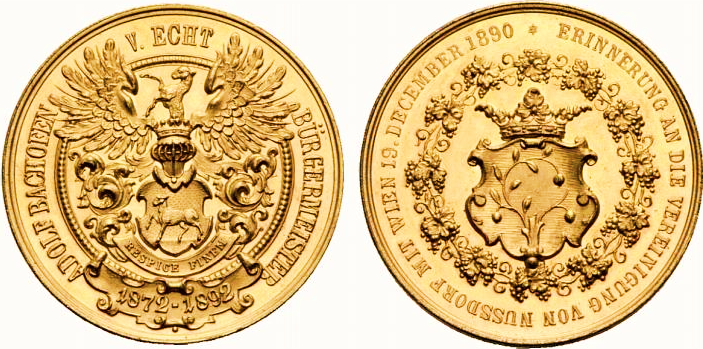
Medaille Jauners von 1892 auf den Bürgermeister von Nussdorf, Adolf Bachofen von Echt

Heinrich Jauners Vater war der Hofgraveur Franz Jauner (* 15. August 1808 in Nußorf; † 15. Dezember 1889 in Wien), der wegen seiner Kunstfertigkeit „Wiener Cellini“ genannt wurde.
Seine Brüder waren der Schauspieler und Operndirektor Franz von Jauner (1831–1900), der Verwaltungsbeamte August Jauner von Schroffenegg (1835–1907) und der Direktor der niederösterreichischen Landesbuchhaltung Theodor Jauner (1844–1913). Heinrich Jauner begann seine künstlerische Laufbahn als Schüler des Malers Ferdinand Waldmüller. Er wandte sich jedoch bald der Medaillenkunst zu und übernahm die von seinem Vater Franz Jauner gegründete Medaillenfirma.
Heinrich Jauner schuf mehrere Personenmedaillen von bekannten und hohen Persönlichkeiten wie Kaiser Franz Joseph I., der Familie von König Georg V. von Hannover, sowie bekannter Persönlichkeiten aus Österreich-Ungarn wie Eduard von Bauernfeld, Hellmesberger, Josef Hyrtl, Franz Liszt, Carl von Rokitansky, Johann Strauss usw. Auch historische Ereignisse des 19. Jahrhunderts und der Jahrhundertwende wurden auf Medaillen verewigt. Er wurde am Ober Sankt Veiter Friedhof bestattet.
Ihm wurde vom Kaiser der Titel eines k.k. Hof-Kammer-Graveur verliehen.

## Werke (Auszug)

Entwurf für einen Kerzenhalter (1877)

- Denkmalminiatur: Reduktion des Admiral Tegetthoff-Denkmals für Pola (Heinrich Jauner nach Carl Kundmann und Gottfried Semper), 1909, Bronze versilbert; Heeresgeschichtliches Museum, Wien[2]